# Cá tầm Trung Quốc
Cá tầm Trung Quốc hay còn gọi là cá tầm long (danh pháp hai phần: Acipenser sinensis, tiếng Trung: 中华鲟; bính âm: Zhōnghuá xún) là một loài cá thuộc họ Cá tầm. Cá tầm Trung Quốc được nhập khẩu vào Việt Nam nhưng dấy lên mối lo ngại về vệ sinh an toàn thực phẩm